# 보리스 넴초프 피살 사건
보리스 넴초프 피살사건은 2015년 2월 27일 모스크바 시간 기준 23시 31분에 러시아의 야당 정치인 보리스 넴초프가 피살당한 사건이다.

## 사건
넴초프는 모스크바 크렘린 근처의 볼쇼이 모스코레츠키 다리에서 우크라이나 모델 안나 두리츠카야와 함께 걷던 중 총에 맞아 사망했다. 범인은 흰색 차를 탄 채로 넴초프에게 총 6발을 겨냥했고, 그 중 4발이 넴초프의 등에 맞았다. 그는 현장에서 사망했다.
그는 3월 1일 예정된 러시아의 경제 및 돈바스 전쟁에 대해 항의하기 위해 조직된 반정부 집회 "베스나"(러시아어로 봄)을 이끌기 하루 전에 사망했다. 미디어에서는 넴초프가 친구들에게 동부 우크라이나의 노보로시야 연방국에 대한 푸틴의 지원정책으로 살해 위협을 느끼고 있다고 말했다고 전했다.
넴초프가 살해된 밤에, 말라야 오르든카 거리에서 그의 살인에 대한 검시가 진행되었다.

## 반응
러시아:러시아의 대통령 블라디미르 푸틴은 살해 사건이 발표된 직후 사건 조사를 시작하고 개인적으로 감독할 것이라고 말했다.
- 러시아의 총리인 드미트리 메드베데프는 살해당한 사람의 가족에게 애도를 표했다.[11]
- 러시아 공화당 - 국민자유당(RPR-PARNAS)의 당수 미하일 카시야노프는 이 살해 사건에 대해 "상상을 초월한 분노가 치민다"라고 말했다.[12]
- 레오니드 고즈만은 보리스 넴초프의 살해 사건이 러시아 연방 전체의 반정부 인사들에 대한 경고라고 주장했다.[13]
- 미하일 호도르콥스키는 야권 지도자인 보리스 넴초프가 사망한 것에 대해 안타깝게 생각한다고 말했다.[14]
- 러시아 연방 수사위원회의 블라디미르 마르킨 대변인은 “국내 정치 혼란을 조장하기 위한 도발과 사업상 이권 분쟁, 개인적 원한, 우크라이나 사태 관련, 이슬람 극단주의 세력 소행 등의 가능성을 모두 검토하고 있다”고 밝혔다.
- 극우 성향의 러시아 자유민주당 당수 블라디미르 지리놉스키는 "(넴초프의) 젊은 연인은 처음이 아니다. 그는 자주 파트너와 와이프가 바뀐다”고 말하며, 이 범행이 둘의 관계를 시기한 인사의 소행일 수 있다고 주장했다.

 리투아니아: 리투아니아의 대통령인 달리아 그리바우스카이테는 보리스 넴초프의 살해 사건이 러시아가 자국민을 공포의 늪으로 빠뜨린다고 말했다.
 우크라이나: 우크라이나의 대통령인 페트로 포로셴코는 "보리스 넴초프가 살해당한것에 충격을 받았으며 '언젠가는' 범인이 처벌을 받을 것"이라고 말했다. 또한, 그는 넴초프가 동부 우크라이나에 러시아 군이 개입한 결정적인 증거를 발표하기 전에 살해되었다고 주장하였다.
 유럽 연합: 주 러시아 EU 대사인 비구다스 우스카스는 이 사건에 대해 대단히 충격을 받았으며, 신속한 조사를 희망한다고 '코메르산트' 신문에 밝혔다.
 미국: 버락 오바마 대통령은 보리스 넴초프 암살을 강력하게 규탄한다고 말했다.
 프랑스: 프랑수아 올랑드 대통령은 넴초프 암살을 강력히 규탄하며, "그(넴초프)는 용감하고 지칠 줄을 몰랐던 민주주의의 수호자이며, 반(反)부패의 투사였다. 보리스 넴초프와 그의 가족들에게 애도를 표한다"라는 성명을 발표하였다.
 캐나다:캐나다의 수상 스티븐 하퍼는 보리스 넴초프가 피살된 사건에 대해 "충격과 슬픔을 느낀다" 라고 말했으며, 이 사건에 대해 투명하고 공정한 수사를 촉구하였다.
 대한민국:박근혜 대통령의 매부이자 현 공화당 총재인 신동욱씨는 "넴초프의 암살은 세계정치사에서 가장 '비겁한 살인'이고 가장 '추악한 살인'으로 기록될 정치 살인"이라며 넴초프의 죽음을 애도하였다.

## 같이 보기
- 러시아의 인권
- 러시아의 정치